# Epipleoneura pallida
Epipleoneura pallida – gatunek ważki z rodziny łątkowatych (Coenagrionidae). Występuje na terenie Ameryki Południowej. Stwierdzono go w północnej Wenezueli (stan Guárico), południowo-wschodniej Brazylii (gmina Pirassununga) i Peru (Iquitos w regionie Loreto), są to jednak stwierdzenia stare (ostatnie pochodzi z 1957 roku) i nie jest znany współczesny zasięg występowania gatunku.